# Museum voor militaire geschiedenis

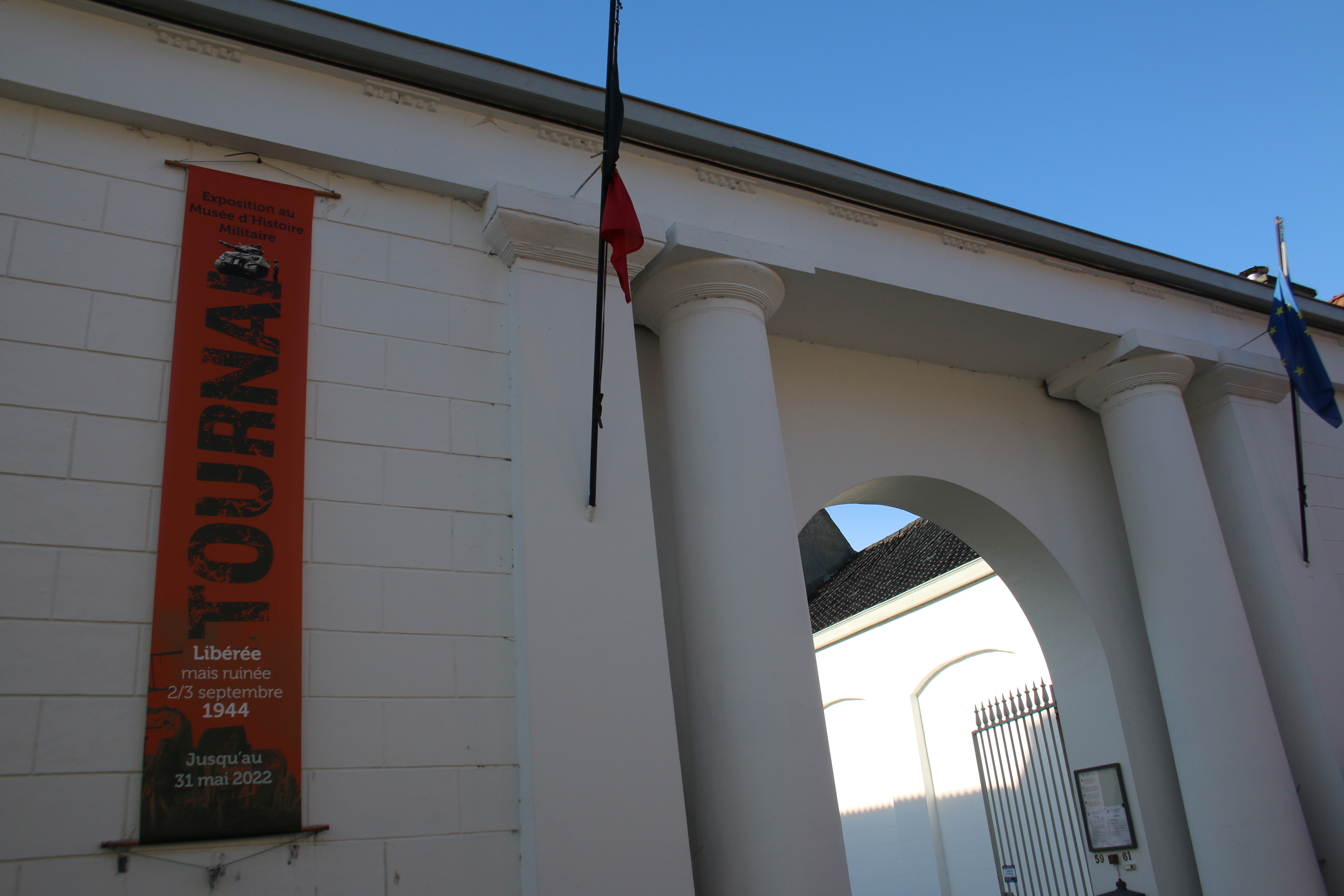

Het Museum voor militaire geschiedenis (Frans:Musée d'histoire militaire) is een museum in de Belgische stad Doornik. In het museum wordt het verhaal verteld van de militaire geschiedenis van Doornik (vestingwerken, belegeringen van Edward II, Hendrik VIII, Karel V, Lodewijk XIV, de hertog van Marlborough, Lodewijk XV, de slag bij Fontenoy. Het museum toont wapens, uniformen, uitrusting en documenten. Het museum belicht ook de Eerste Wereldoorlog (slag van 24 augustus 1914) en de Tweede Wereldoorlog (bombardement op Doornik).

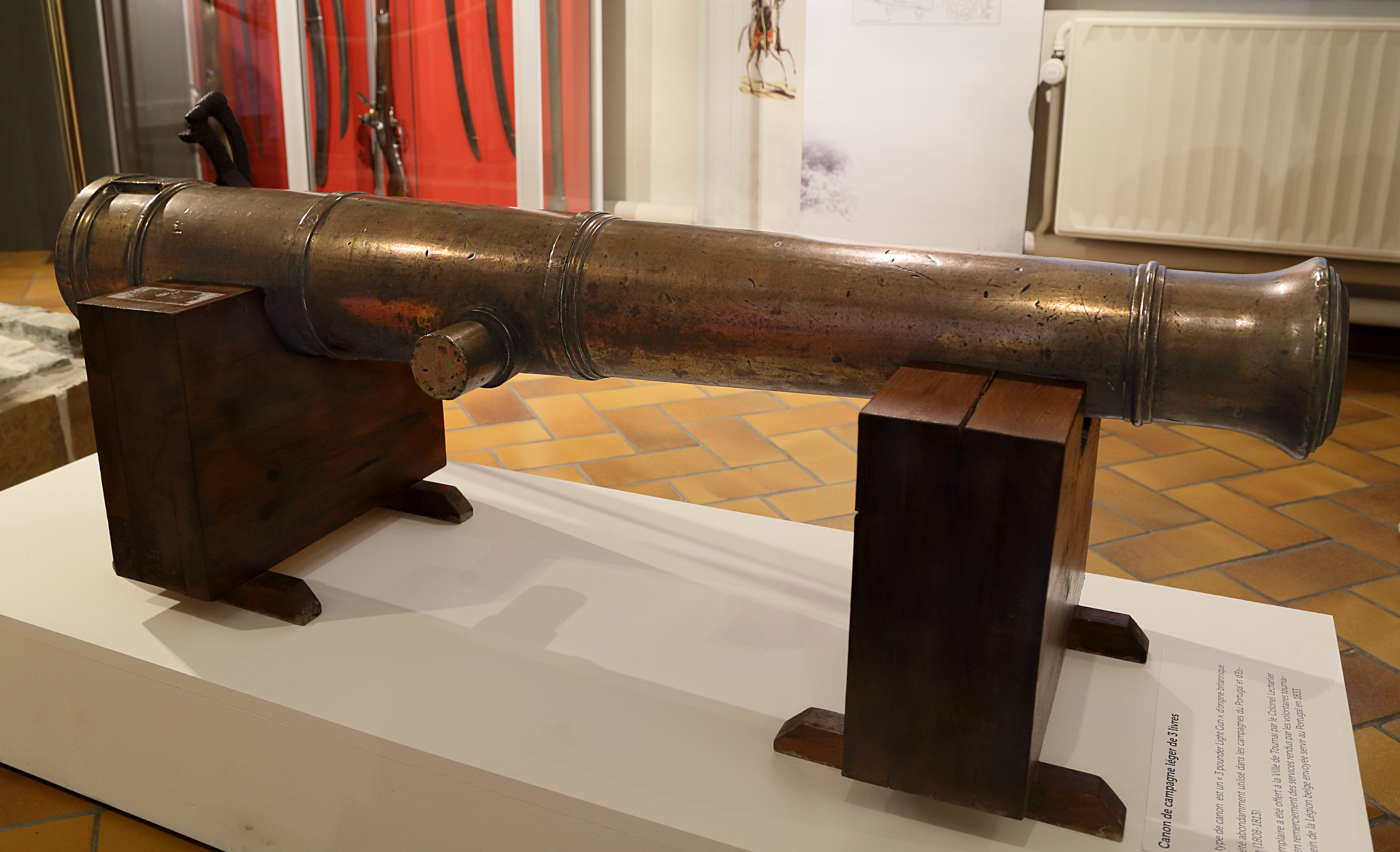
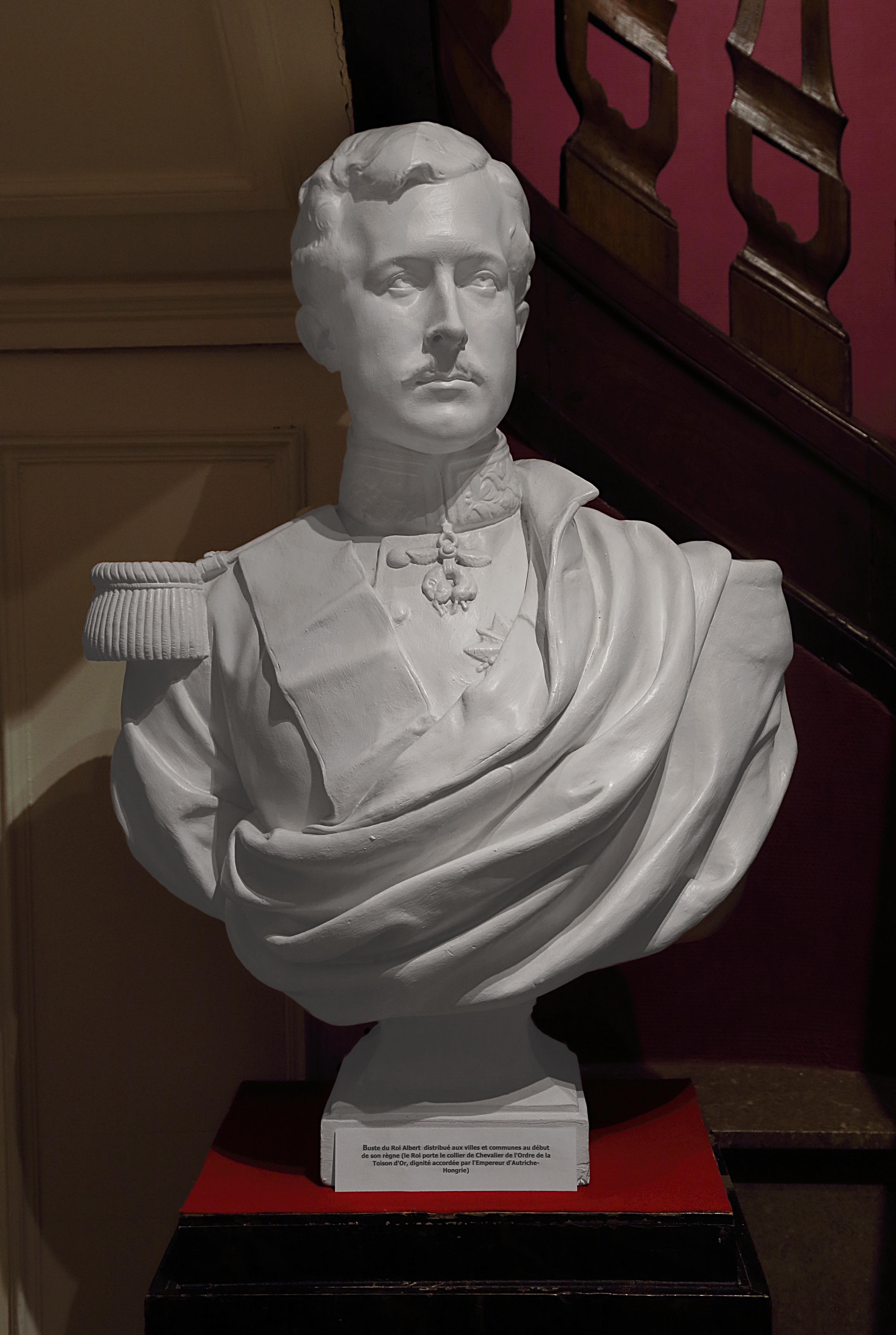
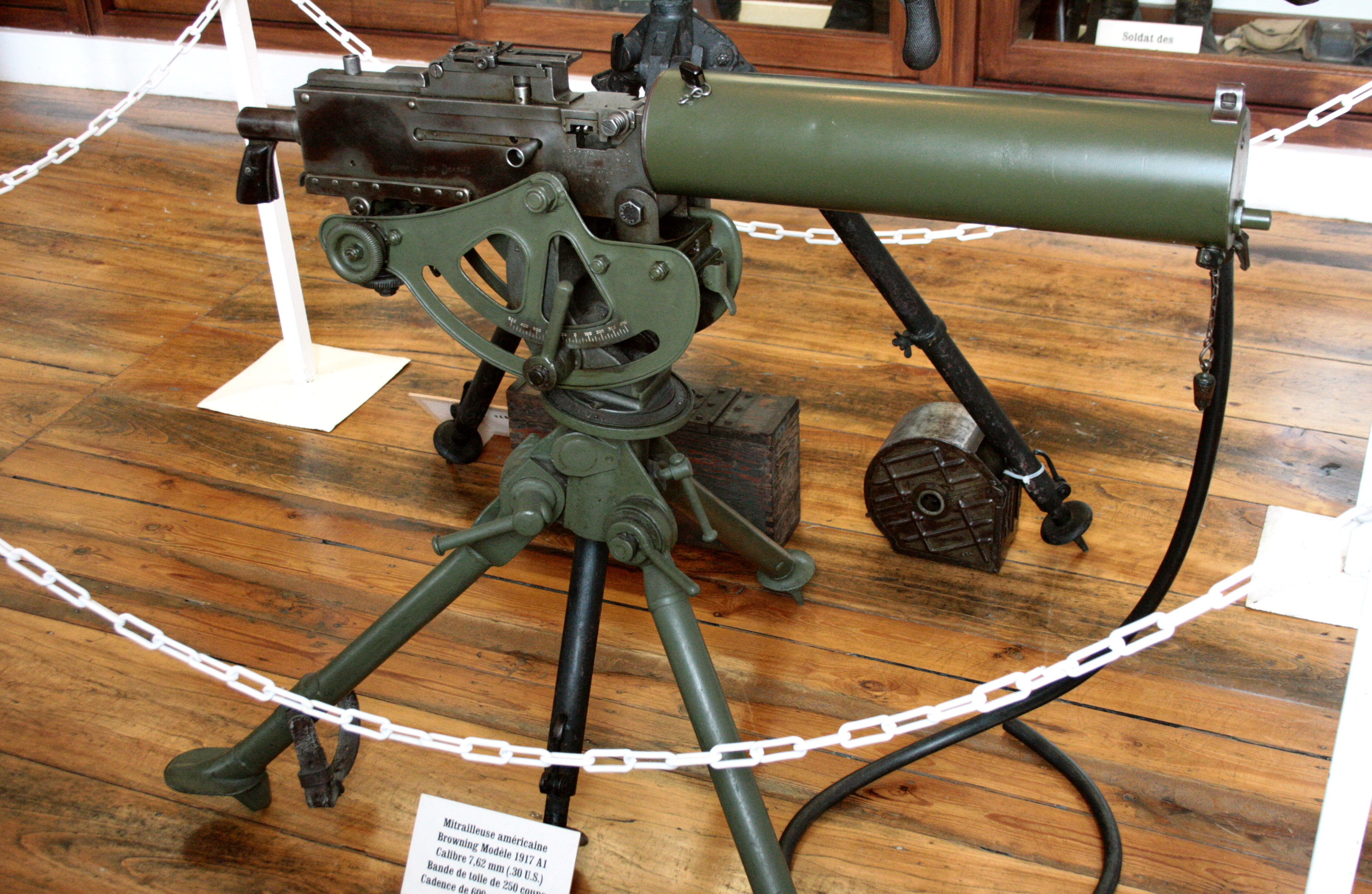
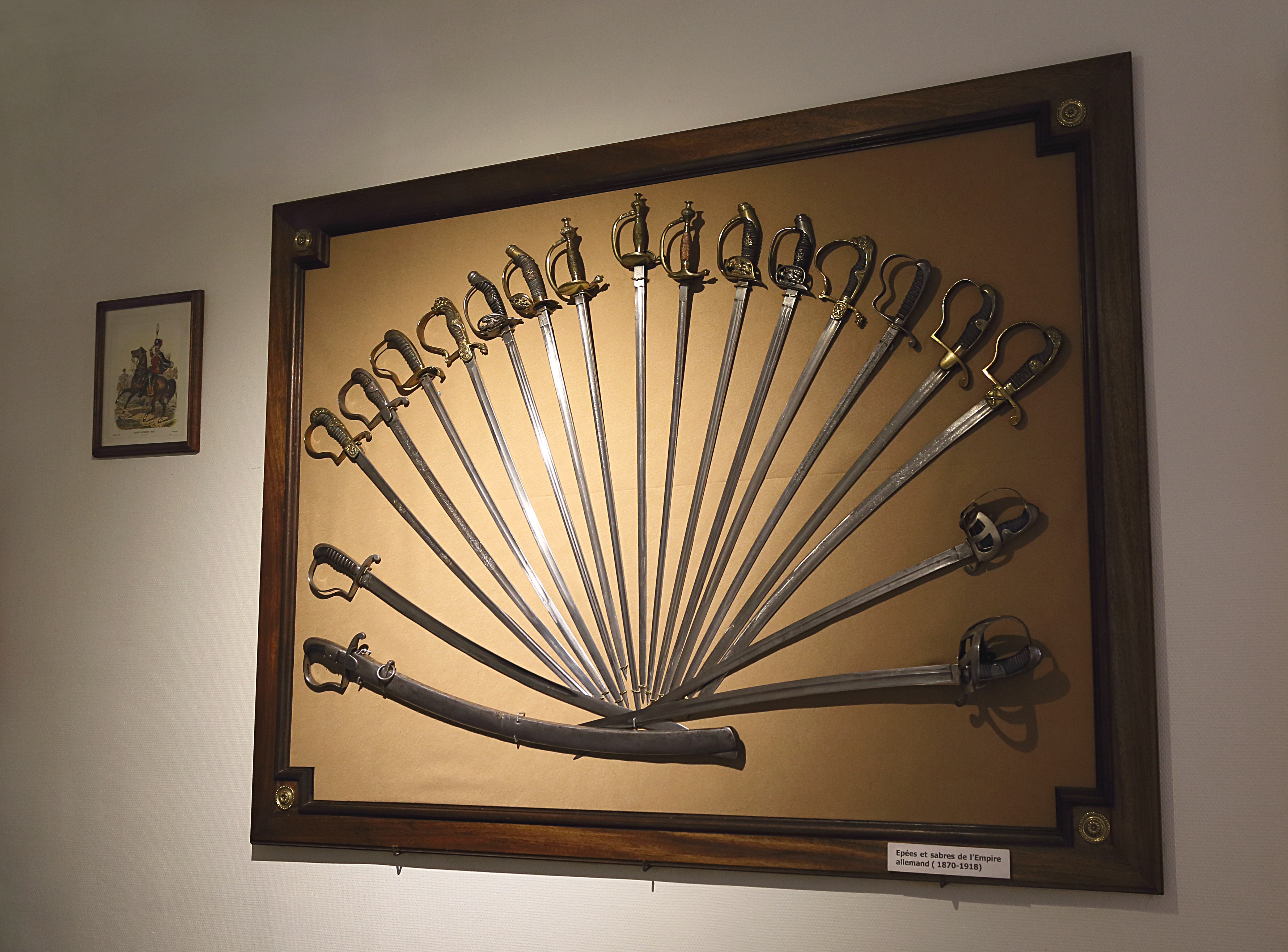